# Motivos para no enamorarse
Motivos para no enamorarse es una película argentina de 2008. Dirigida por Mariano Mucci, protagonizada por Celeste Cid y Jorge Marrale.

## Sinopsis
Clara (Celeste Cid) es una chica sin suerte. Sus días transcurren en el encierro rutinario de un call center, mientras sueña con una vida mejor en alguna otra parte. En su compulsiva búsqueda de una relación sentimental mínimamente afortunada, inicia un romance poco feliz con Axel (Esteban Meloni) pero pronto es víctima de una traición y tiene que dejar el departamento que comparte con su ahora ex–amiga (Laura Azcurra), aún sin tener adónde ir. Repentinamente aparece en su vida un misterioso hombre, bastante mayor que ella, a quien bautizará como "Teo" (Jorge Marrale) que le ofrece asilo en su casa. Juntos establecen un "Código de convivencia" con una regla fundamental: no enamorarse.

## Elenco
- Celeste Cid
- Jorge Marrale
- Laura Azcurra
- Irene Sexer
- Esteban Meloni
- Mónica Gonzaga
- Mariana Briski
- Rodolfo Ranni

## Premios
- Mención Especial del Jurado por la alta calidad interpretativa de la actriz Celeste Cid por "Motivos para no enamorarse". Festival de Málaga 2009
- Biznaga de Plata al Premio del Público: "Motivos para no enamorarse" de Mariano Mucci.Festival de Málaga (2009)